# NGC 7630
NGC 7630 (другие обозначения — PGC 71176, UGC 12540, MCG 2-59-27, ZWG 431.44, KAZ 551) — галактика в созвездии Пегас.
Этот объект входит в число перечисленных в оригинальной редакции «Нового общего каталога».